# 그리고 아무도 없었다
《그리고 아무도 없었다》(영어: And Then There Were None)는 애거사 크리스티의 장편 추리 소설이자 미스터리 소설이다. 원래 제목은 열 명의 흑인 소년들(Ten Little Niggers)이었다. 엘러리 퀸의 《Y의 비극》, 윌리엄 아이리시의 《환상의 여인》과 함께 세계 3대 추리 소설 중 하나이다.

## 줄거리
10명의 사람들이 외딴 섬으로 초대되고 갑자기 그들의 옛 악행을 들추는 말이 어디선가 흘러나온다. 그리고 10명의 인디언 소년들 구절에 맞추어 그들은 한 명 한 명 없어진다. 생존자들은 서로를 끊임없이 의심하며 경계하는 굴레에 빠진다.

## 영상화 작품

### 영화
《그리고 아무도 없었다》(And Then There Were None, 1945)
Ten Little Indians (1965년)
Ten Little Indians (1974년)
Десять негритят (1987년)
Ten Little Indians (1989년)
사보타지

### 텔레비전 드라마
- Ten Little Niggers (1949년)
- Ten Little Indians (1959년)
- Zehn Kleine Negerlein (1969년)
- And Then There Were None (2015년)

2017년 TV 아사히에서 스페셜 드라마로 《그리고 아무도 없었다(そして誰もいなくなった)》의 제목이 방송 예정.

##### 캐스트
- 시라미네 료: 나카마 유키에[1]
- 고묘 타쿠: 무카이 오사무[1]
- 켄 이스루기: 야나기바 토시로[1]
- 코나미 에리카: 요 키미코[1]
- 쿠마베 켄키치: 쿠니무라 준[1]
- 미도리카와 츠네미: 후지 마리코[1]
- 호시조라 아야코: 다이치 마오[1]
- 미도리카와 시노부: 하시즈메 이사오[1]
- 몬덴 센메이: 츠가와 마사히코[1]
- 이와무라 효고: 와타세 츠네히코[1]
- 쇼코쿠지 류야: 사와무라 잇키[2]
- 타타라 반페이: 아라카와 요시요시[2]

##### 스탭
- 원작 - 아가사 크리스티《그리고 아무도 없었다》
- 각본 - 나가사카 슈케이
- 감독 - 이즈미 세이지
- 음악 - 요시카와 키요시
- 책임 프로듀서 - 이가라시 후미오(TV 아사히)
- 프로듀서 - 후지모토 카즈히코(TV 아사히), 시모야마 준(장고 필름), 요시다 켄이치(장고 필름), 미야케 하루에(장고 필름)
- 제작협력 - 장고 필름
- 제작 - TV 아사히